# Lomello
Lomello (lombardul: Lümé) település Olaszországban, Lombardia régióban, Pavia megyében. Lakosainak száma 2029 fő (2023. január 1.). Lomello Ferrera Erbognone, Mede, Ottobiano, San Giorgio di Lomellina, Velezzo Lomellina, Villa Biscossi, Galliavola és Semiana községekkel határos.

## Népesség
A település lakossága az elmúlt években az alábbi módon változott:
| Lakosok száma | 2184 | 2177 | 2029 |
|               | 2017 | 2018 | 2023 |